# 基洛奇基
50°14′17″N 34°28′50″E / 50.23806°N 34.48056°E
基洛奇基（烏克蘭語：Кілочки），是烏克蘭中部的村莊，隸屬波爾塔瓦州的波爾塔瓦區。該村距離佩爾紹特拉夫涅韋、克魯格列和大波扎爾尼亞1公里，面積0.43平方公里，海拔高度168米，2001年人口84。